# Château de Salagine
Le château de Salagine (Chalagine) est un ancien château fort, démoli en 1796, qui se dressait sur la commune de Bloye dans le département de la Haute-Savoie, en région Auvergne-Rhône-Alpes. Sur son emplacement, une maison de maître a été construite au XVIIIe siècle. Il est le centre d'une seigneurie, devenue baronnie.

## Situation
Le château de Salagine était situé dans le département français de la Haute-Savoie sur la commune de Bloye, au milieu de la plaine marécageuse qui s'étend entre Albens et Rumilly.

## Historique
La seigneurie est mentionnée dès 1292 dans un parchemin. Elle relèverait selon le document de Promesse d'Eba(c)le, vicomte d'Aoste.
Le seigneurie devient la propriété de la famille de Candie, pour lequel un membre prête serment au comte de Genève, le 17 juin 1308. Le château de Salagine est jusqu'en 1368 la possession de la famille de Cussieu. À cette date, il semble être acquis par François de Candie. Il passe au début du XVe siècle, à la famille de Beaufort à la suite du remariage de la veuve du baron Gabriel de Candie avec Jean de Beaufort,. La famille de Beaufort conservera le château jusqu'au début du XVIIe siècle. Selon l'historien suisse, Louis de Charrière (1795-1874), Jean-Amédée de Beaufort-Salagine aurait acquis Coppet, Rolle et Mont-le-Vieux dans les années 1530 et 1540, puis endetté, il aurait dû très vite les céder à son ami et garant Michel de Gruyère, seigneur d'Aubonne.
À cette époque, le château de Salagine passe entre les mains de la famille de Pésieu à la suite du mariage de Jeanne de Beaufort avec François de Pésieu. Ce dernier sera élevé, en 1622, au titre de baron de Salagine par le duc de Savoie, Charles-Emmanuel Ier.
C'est probablement du château de Salagine qu'en 1630 le roi de France, Louis XIII, dirige l'assaut contre Rumilly. D'après une tradition locale, la ville aurait échappé au pillage grâce à l'intervention de trois demoiselles de Pésieu de Salagine.
À la fin du XVIIe siècle, le château de Salagine passe à la famille de Rochette à la suite du mariage de Françoise de Pésieu avec Lambert de Rochette. La famille de Rochette conservera Salagine, durant presque un siècle.
Sous la Révolution française, le château est acquis par le citoyen Tiollier. Il le fait démolir en 1796 et le fit remplacer par « une maison à la moderne ».

## Description
Le château de Salagine nous est connu dans l'état actuel de nos connaissances uniquement par la mappe sarde. Au nord et à l'est, du côté de la façade principale qu'encadraient deux tours rondes, il était protégé par des fossés, le tout précédée d'une cour. Au centre de la façade ouest se dressait une troisième tour ronde dominant une grande cour dans laquelle se dressait deux granges. Au sud, s'étendait un jardin d'agrément.
Salagine se présente aujourd'hui sous la forme d'une belle maison de maître. D'une symétrie rigoureuse, ses fenêtres sont dotées d'un arc en plein cintre.